# Ligne de Fives à Mouscron (frontière)
La ligne de Fives à Mouscron (frontière) est une ligne ferroviaire française électrifiée à double voie, de la région Hauts-de-France, qui relie la gare de Lille-Flandres à celle de Mouscron, première gare au-delà de la frontière franco-belge. Au-delà de cette frontière, elle poursuit vers Courtrai et Gand (ligne 75 d'Infrabel : Gand-Saint-Pierre – Mouscron – frontière).
Elle constitue la ligne no 278 000 du réseau ferré national.

## Historique
La ligne est déclarée d'intérêt public par une loi le 15 juillet 1840
Cette ligne a été mise en service par étapes :
- De Tourcoing à la frontière et à Mouscron, le 6 novembre 1842
- De Fives (Lille) à Tourcoing, le 2 juillet 1843

La loi du 15 juillet 1845 autorise l'adjudication à une Compagnie le « chemin de fer de Paris à la frontière de Belgique, avec embranchement de Lille sur Calais et Dunkerque ».
La concession de la ligne pour une durée de 30 ans est adjugée le 9 septembre 1845 à Rothschild frères, Hottinger, Lafitte et Blount. Cette adjudication est approuvée par une ordonnance royale le 10 septembre 1845. Les concessionnaires fondent la Compagnie anonyme du chemin de fer du Nord qui est approuvée par l'ordonnance royale du 20 septembre 1845.

## Caractéristiques

### Tracé
La ligne trouve son origine au cœur de l'étoile ferroviaire de Lille. Au PK 2,390, on trouve les jonctions du Lion-d'Or, dernier point d'interêt de la ligne sur le territoire de la commune de Lille. Après quelques kilomètres en ligne droite et la traversée des gares de Croix - Wasquehal et de Croix-L'Allumette, la ligne atteint Roubaix, permettant une première correspondance avec la ligne 2 du métro de Lille, puis Tourcoing, ancien point de bifurcation avec la ligne de Somain à Halluin, et dernière gare française avant la frontière franco-belge. Au-delà de cette dernière, la ligne atteint la gare de Mouscron, ainsi que les lignes 75A et 75 du réseau Infrabel, en direction de Gand.  

### Gares ouvertes aux voyageurs
L'ensemble des gares ouvertes au trafic des voyageurs, dans les années 2020, est listé dans le tableau ci-dessous.
| Nom               | Services               | Estimation du nombre annuel de voyageurs (en 2019) |
| ----------------- | ---------------------- | -------------------------------------------------- |
| Croix - Wasquehal | TGV inOui IC TER       | 7 775                                              |
| Croix-L'Allumette | IC TER                 | 1 029                                              |
| Roubaix           | TGV inOui IC TER       | 221 272                                            |
| Tourcoing         | TGV inOui Ouigo IC TER | 610 714                                            |

### Vitesses limites
Vitesses limites de la ligne en 2012 pour tous les types de trains en sens impair (certaines catégories de trains, comme les trains de marchandises, possèdent des limites plus faibles) :
| De                            | À                             | Limite              |
| ----------------------------- | ----------------------------- | ------------------- |
| Lille-Flandres                | Potence « Pont des Flandres » | 30 (voies AR ou DR) |
| Potence « Pont des Flandres » | Tourcoing frontière           | 100 (voies W1 et 1) |

### Électrification
Cette ligne est électrifiée en 25 kV-50 Hz. Les dates de mise en service sont les suivantes :
- De Lille-Voyageurs aux Jonctions du Lion-d'Or, le 21 mai 1964 (projet Lille - Hazebrouck).
- Des Jonctions du Lion-d'Or à Tourcoing et à la Frontière, le 18 mai 1982 (caténaire simplifiée, simple fil trolley).

## Exploitation
De 1978 à la fin des années 1980, 3 trains Trans-Europ-Express (TEE) exclusivement de première classe ont circulé sur cette ligne, dénommés "Gayant", "Faidherbe" et "Watteau", permettant ainsi de rallier Paris-Nord à Tourcoing en moins de 2 heures via Longueau, Arras et Lille. Leur circulation a été arrêtée à la suite du déclin du label TEE dans le courant des années 1980 et de la mise en service de la LGV Nord à partir de 1993.    
Aujourd'hui, le transport de voyageurs est assuré par les TER Hauts-de-France entre Lille-Flandres et Tourcoing, et par les trains IC de la SNCB, qui effectuent des missions entre Lille et Courtrai. La ligne voit aussi passer des TGV InOui, permettant des relations entre Paris-Nord et Tourcoing, avec un arrêt à Arras et un rebroussement à Lille, ainsi que les TGV à bas coûts Ouigo, assurant des missions depuis Tourcoing en direction de Bordeaux ou de Montpellier notamment.